# 삭발

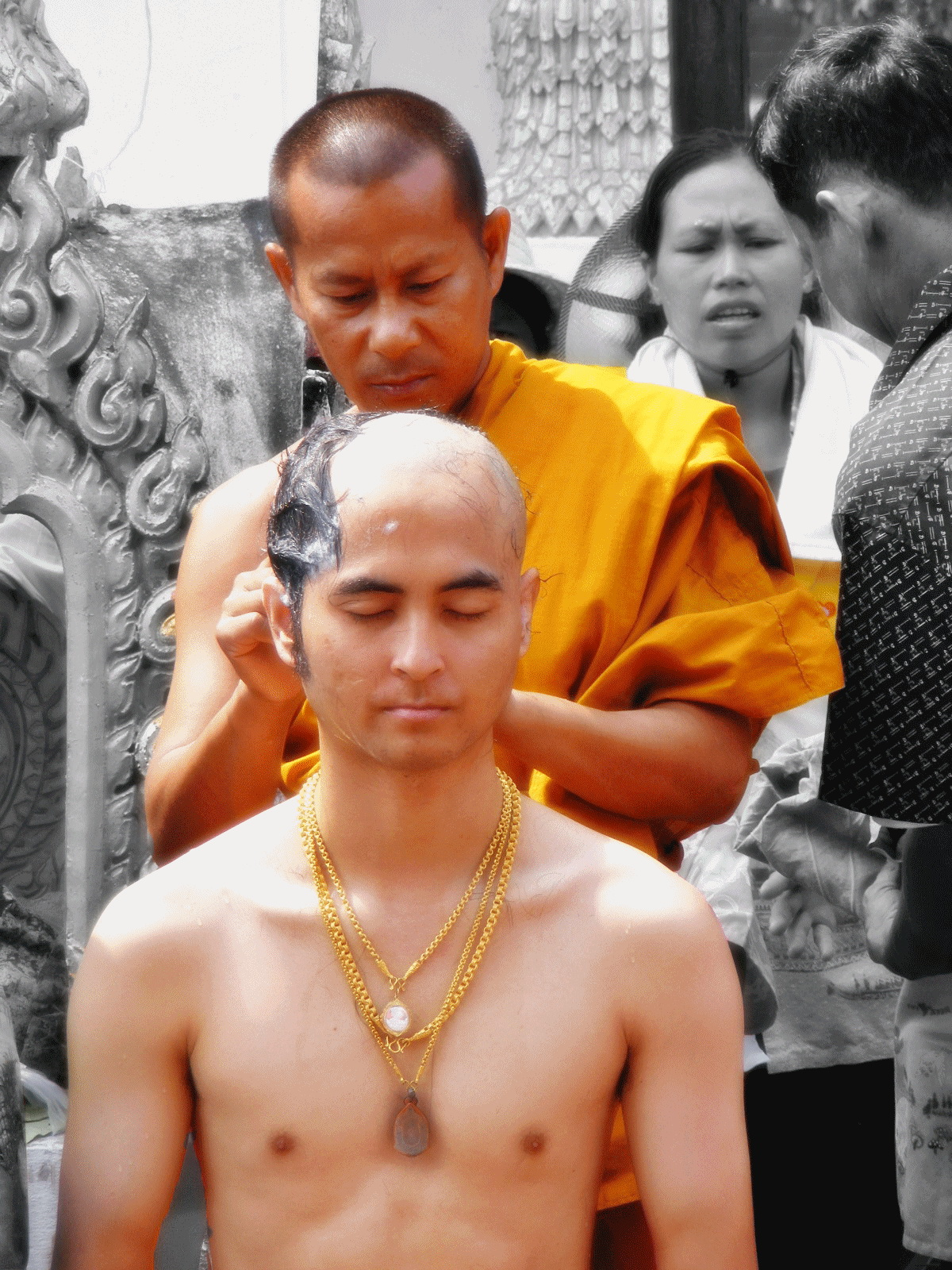

삭발(削髮, 영어: head shaving)은 머리에 있는 머리카락을 모조리 제거하는 것으로, 명사이다. 삭발에 '하다'를 붙여 동사로 만들 수도 있다.
삭발은 군대 입대 전, 벌칙 수행, 종교적 신념 등과 같은 때에 이루어지고 있다. 대한민국의 경우에는 주로 노동자가 사용자에게 분노한 부분이 있을 경우 투쟁의 상징으로 삭발할 때도 있다.

## 같이 보기
- 삭발례